# Georges Vézina

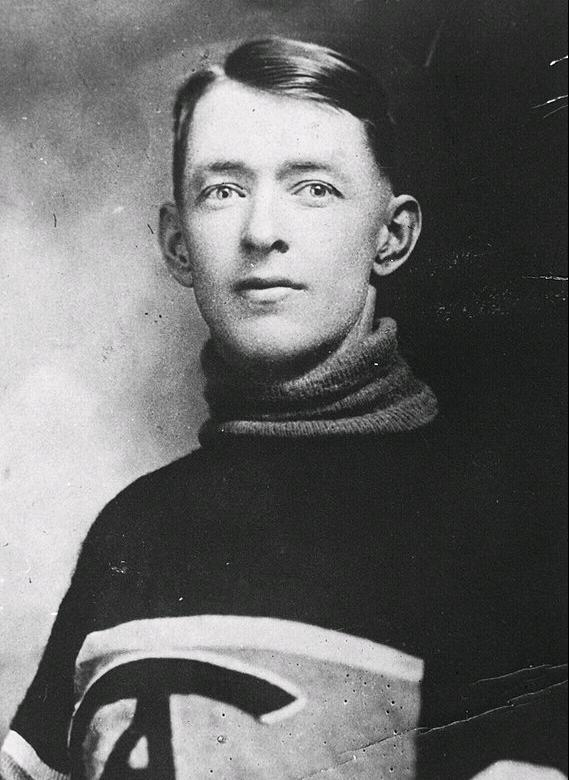
Georges Vézina

Georges Vézina (21. ledna 1887 – 26. března 1926) byl kanadský hokejový brankář.
Narodil se v Chicoutimi jako nejmladší z osmi dětí francouzských přistěhovalců. Vyučil se koželuhem a chytal za místní tým Chicoutimi Saguenéens. Ten v únoru 1910 porazil v přátelském utkání Montreal Canadiens a montrealští funkcionáři přemlouvali výborného brankáře k přestupu. Tuhle nabídku Vézina přijal až v prosinci téhož roku. S Canadiens vyhrál Stanley Cup v letech 1916 a 1924, v roce 1917 stál u zrodu National Hockey League. Byl prvním, kdo v ní vychytal čisté konto a jako první brankář si připsal asistenci na gól. Ve své době byl pokládán za nejlepšího gólmana světa. Pro bledou a nehybnou tvář si vysloužil přezdívku Chicoutimská okurka.
28. listopadu 1925 nastoupil Vézina k zápasu proti Pittsburgh Pirates s vysokými horečkami a o přestávce po první třetině chrlil krev. Po převozu do nemocnice u něj byla diagnostikována tuberkulóza, na kterou zemřel o čtyři měsíce později v rodném Chicoutimi.
Na jeho počest se od roku 1926 každoročně uděluje Vezina Trophy pro nejlepšího brankáře NHL. V roce 1945 byl jedním z dvanácti zakládajících členů Hokejové síně slávy. U příležitosti 100. výročí NHL byl v lednu 2017 vybrán jako jeden ze sta nejlepších hráčů historie ligy.
Georges Vézina měl syna a dceru. Fámu, že zplodil dvaadvacet dětí, dosud tradovanou v některých příručkách, vymysleli jeho spoluhráči, kteří si Vézinu rádi dobírali pro jeho špatnou znalost angličtiny.